# Baltzar Achates von Platen
Baltzar Achates von Platen, född 17 november 1712 i Stralsund, död 26 oktober 1782 i Stockholm, var en svensk militär Han var far till Achates och Fredrik von Platen.

## Biografi
Baltzar Achates von Platen var son till kapten Pribbert Achates von Platen och Margareta Eleonora von Schwarzer. Han blev volontär vid Drottningens livregemente till fot 1728, furir där 1730, förare samma år och erhöll avsked 1734. von Platen blev 1734 kornett vid Stanisław I Leszczyńskis livdragonregemente i Danzig, samma år befordrad till löjtnant. Vid ryssarnas stormning av Danzig 9 maj 1734 blev han sårad och vid stadens erövring blev han fången och före till Elbing. Kort därefter skickades von Platen till Sverige. Han blev i december 1734 med rekommendation från Fredrik I volontär i kejserliga armén och adjutant hos fältmarskalk Wilhelm Reinhard von Neipperg och adjutant hos kung Stanislaus samt kapten vid hans livdragonregemente. von Platen blev 1739 fänrik vid Västmanlands regemente, löjtnant där 1742, kapten 1744 och major 1747. Han deltog under hattarnas ryska krig. von Platen naturaliserades 1751 som svensk adelsman och introducerades 1752. Han deltog i pommerska kriget, blev överstelöjtnant vid Löwenfelts värvade regemente 1758, överste i armén 1761 och chef för Platenska garnisonsregementet i Stralsund 1766. Genom byte var von Platen 1766–1772 chef för Tavastehus läns infanteriregemente och genom ett nytt byte chef för Savolax och Nyslotts läns infanteriregemente. Han förde riksbaneret vid Gustav III:s kröning 1772. von Platen blev riddare av Svärdsorden 1748.